# ثوم ورقي الكيس
الثوم ورقي الكيس (باللاتينية: Allium trachycoleum) نوع نباتي عشبي يتبع جنس الثوم من الفصيلة الثومية.

## الموئل والانتشار
ينتشر في بلاد الشام وتركيا وإيطاليا وفرنسا.